# The Gulf Between
The Gulf Between es una película muda de 1917 del género comedia dramática que destacó por ser el primer filme en la historia en ser realizado con Technicolor, el cuarto largometraje en ser realizado a color y el primer largometraje a color realizado en Estados Unidos. Actualmente se considera un filme perdido, con pocos fragmentos que han sobrevivido hasta el día de hoy, los que se conservan en la Biblioteca Margaret Herrick, en la George Eastman House Motion Picture Collection y en el Museo Nacional de Historia Estadounidense de la ciudad de Washington D. C.
The Gulf Between fue dirigida por Wray Bartlett Physioc. Los papeles protagónicos recayeron en Grace Darmond y Niles Welch.

## Sinopsis
Según una descripción en una revista de cine de la época, la pequeña Marie Farrell (Axzelle), debido a la falta de cuidado de su nodriza, se pierde y se cree que ha muerto ahogada. Sin embargo, ha sido adoptada por el capitán contrabandista Flagg (Brandt), quien la encuentra. Sus padres adoptan un niño para ayudarles a olvidar su dolor.
La niña crece sin memoria de su vida anterior. El niño adoptado se mueve en la sociedad de Mayport, y sus padres tratan de que se relacione con otra niña. Mientras, Marie (Darmond) es llevada a la hermana de su padre adoptivo, ya que el viejo capitán cree que ella debe tener el cuidado de una mujer amorosa. Ella se encuentra con el joven Richard Farrell (Welch) y los dos jóvenes se enamoran. Los Farrell hacer todo lo posible para romper la pareja, pero con la ayuda del capitán, el matrimonio es consumado. Hay una tormentosa reunión entre la pareja de novios y los padres, durante la cual el capitán ve un retrato de Marie como un bebé y, al darse cuenta de la verdad, cuenta la historia de su vida. La familia se reúne y Marie y Richard pasan su luna de miel en la nave del capitán.

## Elenco
- Grace Darmond como Marie.
- Niles Welch como Richard Farrell.
- Herbert Fortier como Robert Farrell.
- Violet Axzelle como Marie (niña).
- Charles Brandt como el Capitán Flagg.
- Joseph Dailey como Cook.
- George De Carlton como Dutch.
- Caroline Harris como la Señora Farrell.
- Virginia Lee como Millicent Dunston.
- J. Noa como Pete.
- Louis Montjoy

## Producción
The Gulf Between fue filmada en Jacksonville, Florida en 1917 por la Technicolor Motion Picture Corporation, usando su "Proceso 1" de dos colores, en el que, por medio de un prisma de haces divisor, dos marcos de una sola tira de película en blanco y negro se fotografiaron simultáneamente, uno detrás de un filtro rojo y el otro detrás de un filtro verde.

## Estreno
Luego de exhibiciones privadas en Boston (13 de septiembre) y en el Aeolian Hall de Nueva York (21 de septiembre), ambas en 1917; fue estrenada el 25 de febrero de 1918 en varias ciudades del este de Estados Unidos, acompañados de dos aperturas especiales, dos lentes y proyectores de dos filtros para hacer posible la exhibición del filme. Debido a los problemas técnicos para mantener las imágenes roja y verde alineadas en el prisma durante la proyección, fue la única película realizada en el Proceso 1 de Technicolor, luego de los cual se abandonó en favor del proceso de color sustractivo que solo requería un proyector especial.

## Recepción
La revista Photoplay criticó el que los colores se redujeran a tonalidades del rojo y del verde, agregando que la historia es opaca, trivial, y se prolonga interminablemente.